# 王银山

王银山

王银山（1913年7月—1988年7月22日），男，四川江油人，中华人民共和国军事人物，中国人民解放军少将，曾任云南省军区副司令员。